# Isla Brigantine
Isla Brigantine (en inglés: Brigantine Island y también conocida como Brigantine Beach Island) es una isla de 9,7 km en la costa del océano Atlántico en el estado de Nueva Jersey, situada al noreste de Atlantic City. La comunidad turística de Brigantine se encuentra en la isla.
La isla es accesible a través de la Ruta 87, que termina al final del puente de Brigantine, después de cruzar el canal de Absecon.
El Faro de Brigantine se encuentra en la isla de Brigantine. Fue construido en 1926 por una empresa llamada Development Real Estate Company para atraer a la gente a la isla Brigantine y no como un faro en funcionamiento normal.